# 神々のたそがれ
『神々のたそがれ』（かみがみのたそがれ、英語題: Hard to Be a God）は、アレクセイ・ゲルマン監督による2013年のロシアのSF映画。2013年11月13日、ローマ国際映画祭にて上映された。

## あらすじ
地球から遠く離れた惑星。そこに位置する王国のアルカナルでは、ドン・レバ（アレクサンドル・チュトゥコ）の分隊である灰色隊によって、書物は焼かれ、知識人は処刑される日々が続いている。この星に地球から送られてきた観察者のひとりであり、ゴラン神の子を騙っているドン・ルマータ（レオニード・ヤルモルニク）は、知識人を迫害から守ろうとする。
医師のブダフ（エヴゲーニー・ゲルチャコフ）は、隣国のイルカンから来るはずであったが、道中で行方不明となる。宮殿を訪れたドン・ルマータは、国王の病気を治療できるブダフはドン・レバたちによって連行されたのだろうと話す。ドン・レバは国王に命じられて、ブダフを連れてくる。後日、ドン・ルマータは、それが偽物のブダフであったことを知る。
ある日、皇太子の寝室で当直していたドン・ルマータは、押し入ってきた灰色隊によって逮捕される。連行された先で、彼は皇太子が殺害されたことを知る。灰色隊のクシス大佐は、国王を毒殺したとしてドン・ルマータに絞首刑を宣告するが、その場にやってきた神聖軍団の修道僧たちによって撲殺される。神聖軍団の主教を名乗るドン・レバは、ドン・ルマータとの会話の末、本物のブダフを連れ去ってよいと告げる。
ドン・ルマータが街へ出てみると、灰色隊に代わり、神聖軍団が暴力でアルカナルを支配していた。彼は監獄に忍び入り、本物のブダフを救出し、自宅へ連れ帰る。
自宅に帰り着いたドン・ルマータは、恋人のアリ（ナタリア・マテーワ）と言葉を交わす。そこへ突然、神聖軍団の放った矢が飛んできて、アリの命を奪う。怒りに駆られたドン・ルマータは、神聖軍団を皆殺しにする。
観察者たちは、神聖軍団の死体があふれる街を歩き回った末、水辺に座っているドン・ルマータを探し当てる。彼は地球へ帰還するつもりがないことを観察者たちに伝える。そして、去り行く観察者のひとりに「お前が本を著すのなら、『神でいることはつらい』と記すがよい」と告げる。
ドン・ルマータと奴隷を乗せた馬車が、雪原を走っている。やがて、騎馬隊との連結が断たれた車は動きを止める。ひとり取り残された彼は、その場で金管楽器を吹きつづけるのだった。

## キャスト
- ドン・ルマータ - レオニード・ヤルモルニク
- ドン・レバ - アレクサンドル・チュトゥコ
- 男爵 - ユーリー・ツリーロ
- 医師ブダフ - エヴゲーニー・ゲルチャコフ
- アリ - ナタリア・マテーワ

## 製作
ストルガツキー兄弟のSF小説『神様はつらい』（1964年）の映画化に向けて、1968年には脚本第一稿が書き終えられていたが、チェコ事件の勃発により、本作の企画は頓挫した。その後、製作が再開され、2000年から2006年にかけて撮影が行われた。しかし、製作が最終段階を迎えていた2013年に、監督のアレクセイ・ゲルマンが死去。あとを引き継いだ妻のスヴェトラーナ・カルマリータと息子のアレクセイ・ゲルマン・ジュニアにより、本作は完成した。

## 評価
Metacriticでは、10件のレヴューで平均値は88点だった。Rotten Tomatoesでは、36件のレヴューで平均値は9.1点、支持率は94%だった。
『Variety』のジェイ・ワイスバーグは、「最初から最後まで男たちが戦い、放屁し、飲み、叫ぶさまを描写するアレクセイ・ゲルマンの手腕は見事であるが、上映時間は長すぎる」と指摘しつつ、「形式的には『フルスタリョフ、車を!』の延長線上にあり、ソビエトの支配に対する大胆な応答としては最高のものであろう」と述べた。

### 受賞
| 映画賞                       | 賞                   | 対象 | 結果 |
| ---------------------------- | -------------------- | ---- | ---- |
| 第89回キネマ旬報ベスト・テン | 外国映画ベスト・テン |      | 6位  |